# Pałac Dobieckich w Łopusznie
Pałac Dobieckich w Łopusznie – zabytkowy pałac w miejscowości Łopuszno, w województwie świętokrzyskim (powiat kielecki). 
Obiekt należy do najbardziej udanych w skali regionu przykładów historyzującego eklektyzmu z przełomu XIX i XX w. Pałac z parkiem zlokalizowany w północno-zachodniej części miasta.

## Historia
Pierwotny dwór (siedziba rodu Dobieckich) był drewniany. Obecny pałac ukończono w 1897, a jego projektantem był Władysław Marconi. Świadkiem wykańczania budowli był Michał Rawita Witanowski. Okazała, barokowa brama wjazdowa została zbudowana wcześniej niż pałac – w pierwszej połowie XVIII wieku. Z tego samego czasu pochodzi park przypałacowy. 
Majątek znacjonalizowano w 1944. W pałacu urządzono szkołę. W 2001, w efekcie komunalizacji, obiekty przeszły na własność powiatu kieleckiego (Powiatowy Zespół Szkół w Łopusznie). O ich odzyskanie walczyli spadkobiercy Dobieckich. W 2016 Naczelny Sąd Administracyjny potwierdził, że do przejęcia pałacu z parkiem doszło bezprawnie. Starostwo powiatowe w Kielcach wyraziło chęć odkupienia nieruchomości, do czego nie doszło. O stwierdzenie nieważności decyzji z 2001 wystąpił do Ministra Spraw Wewnętrznych i Administracji przedstawiciel właścicieli, ale minister umorzył postępowanie. Wojewódzki Sąd Administracyjny w Warszawie pod koniec 2022 oddalił skargę na tę decyzję. 

## Architektura
Budynek jest trzykondygnacyjny, murowany, dwuipółtraktowy, wzniesiony na rzucie zbliżonym do prostokąta, posadowiony na piwnicach wcześniejszego dworu, licowany okładziną z piaskowca. Bryła posiada liczne wnęki i ryzality, a także kolistą w planie wieżę. Ma dwie klatki schodowe i dwa wejścia reprezentacyjne (od południa i północy) oraz dwa gospodarcze (od wschodu i zachodu). Bryłę kryje dach czterospadowy z lukarnami, a ryzality dachy dwuspadowe (wieżę dach namiotowy).
Elewacje obiektu są bogato zdobione różnymi detalami (gzymsy, herby, boniowanie, fryzy, łuki, kolumny i pilastry). Od południa, w parterze umieszczono podpiwniczony portyk z jednobiegowymi schodami i balkonem opartym na łukach arkadowych.
Ściany wewnątrz są tynkowane, piwnice przykryte sklepieniem odcinkowym wspartym na łukach i łękach oraz belkach stalowych. Stropy pozostałych kondygnacji są drewniane, z podsufitką. Więźba dachowa o układzie dwustolcowym. Dachy kryte blachą ocynkowaną.
Z oryginalnego wyposażenia dochował się portal w holu wykonany z czarnego marmuru (ma formę łuku arkadowego).
Brama wjazdowa, barokowa (XVIII wiek), wykonana jest z kamienia i cegły. Wjazd flankowany jest ściankami na planie wycinków elipsy, w których urządzono eliptycznie przesklepione wejścia. Bramę zdobią kolumny toskańskie zwieńczone przerwanymi przyczółkami, na których leżą postacie rycerskie, mocno uszkodzone.

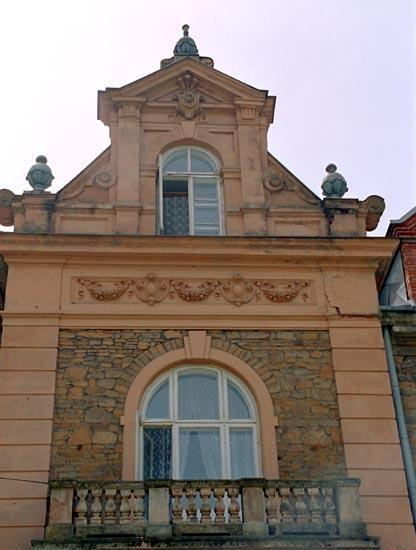
Szczyt z herbem Ossoria
Herb Ossoria Dobieckich
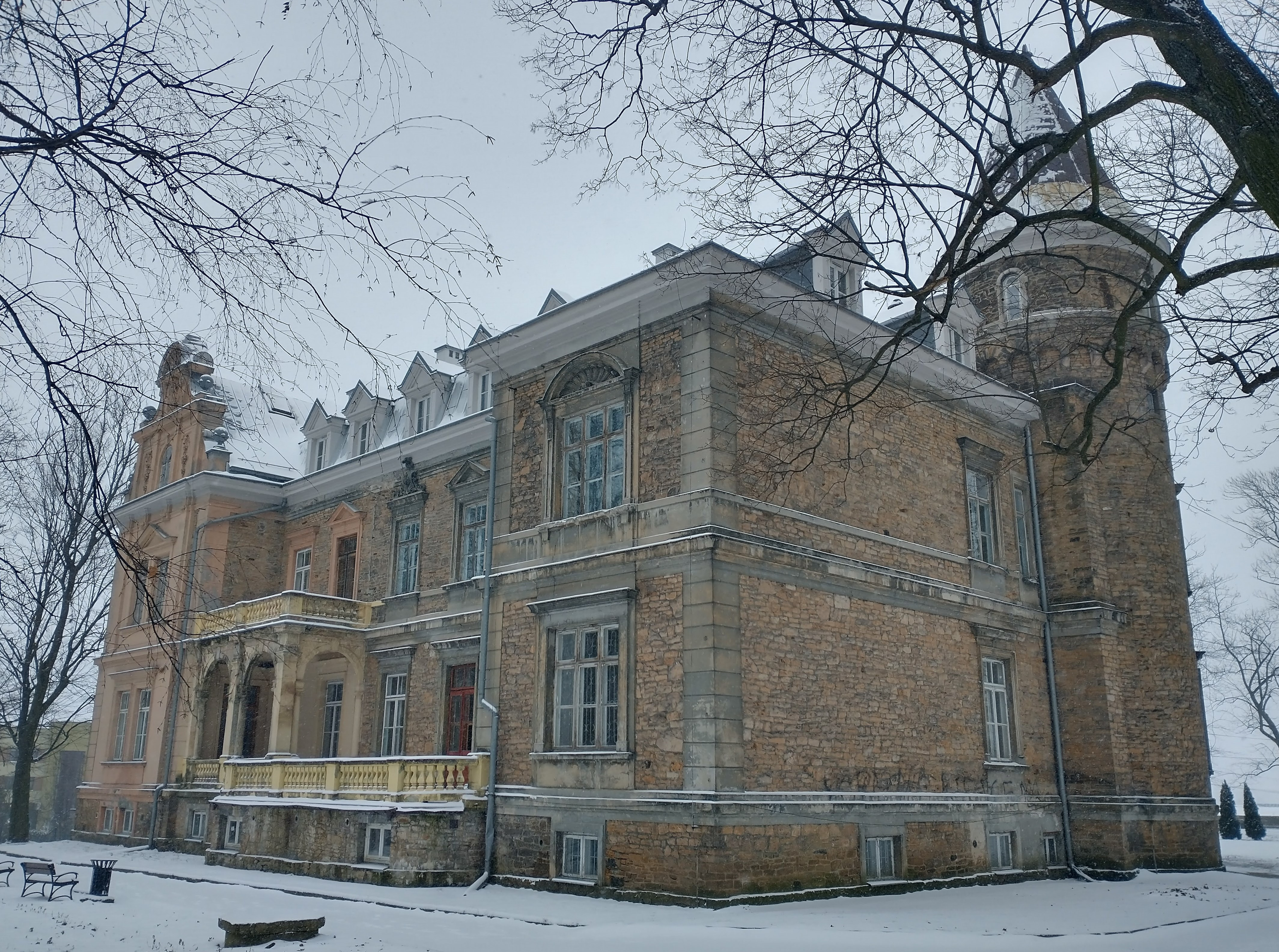
Elewacja parkowa
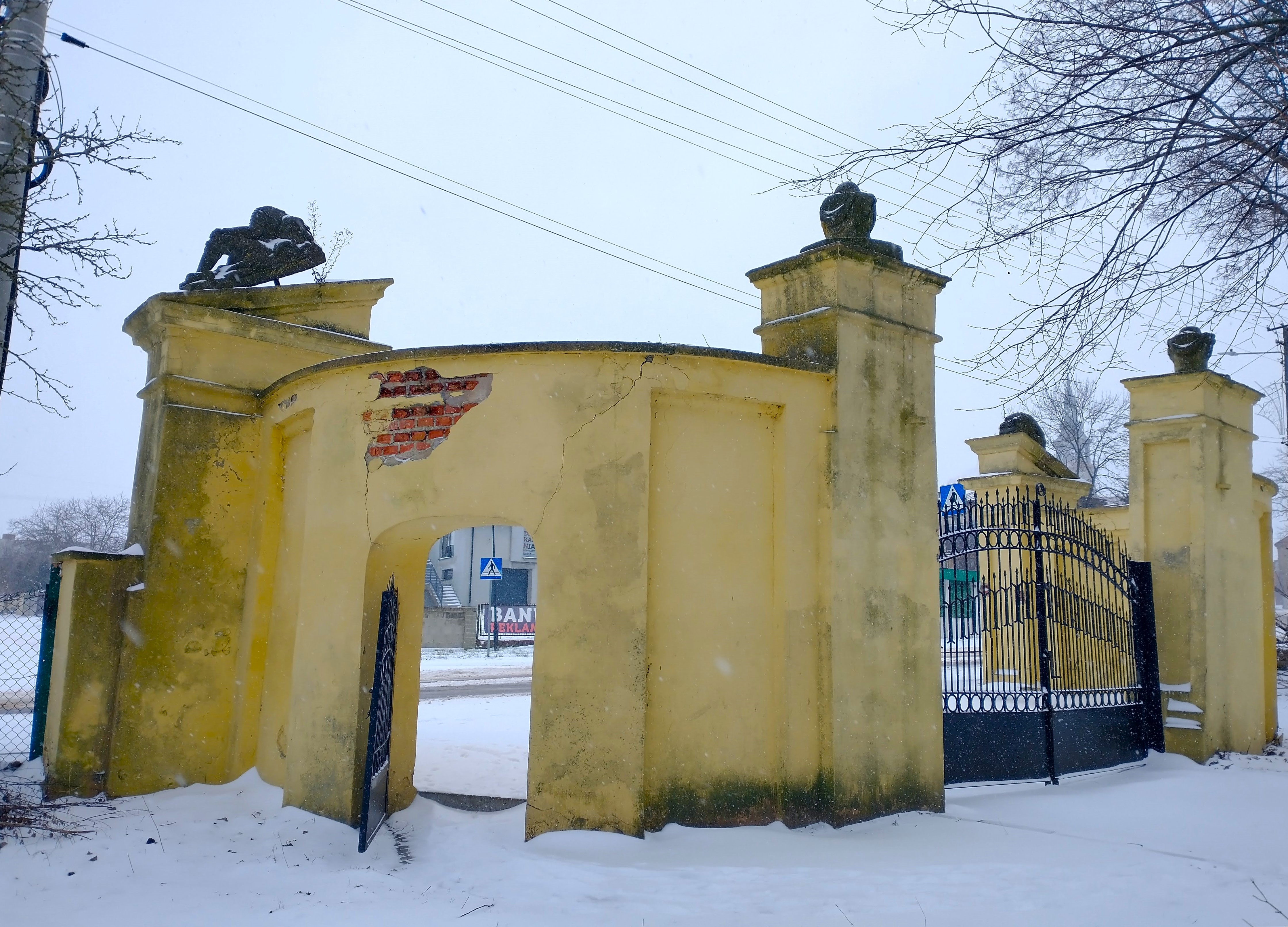
Brama

## Park
Park pałacowy powstał w drugiej połowie XVIII wieku i był przekształcany w drugiej połowie XIX wieku i w XX wieku. Zajmuje teren o wymiarach mniej więcej 150 x 250 metrów, pochylony ku północy (5-8%), gdzie znajdują się stawy. Ślady pierwotnego założenia parkowego czytelne są przy południowej stronie pałacu. W obrębie parku rosną lipy (na fosach), modrzewie, żywotniki, klony, graby, jesiony, graby, brzozy, topole, kasztanowiec, klon czerwony i inne. Część starodrzewu wycięto po II wojnie światowej. Najstarsze są lipy i topole pochodzące z końca XIX wieku.